# Словашко-унгарска война
Словашко-унгарската война, известна в двете страни като Малката война (на унгарски: Kis háború; на словашки: Malá vojna) е въоръжен конфликт между армиите на Словакия и Унгария в източна Словакия в края на март 1939 г. Завършва с тактическа победа на Унгария и предаването на тясна ивица от територията на Словакия в полза на Унгария (крайните източни части по линията Стакчин – Собранце).

## Предистория
След Мюнхенското споразумение унгарските войски се концентрират на чехословашката граница, въпреки че значително отстъпват по брой на добре обучената чехословашка армия. В средата на 1938 г. унгарското Министерство на вътрешните работи под ръководството на Миклош Козма започва да изпраща въоръжени групи в източната част на Словакия, населена с русини. Ситуацията е на ръба на открита война и Германия и Италия, които смятат избухването на войната за преждевременно, оказват натиск върху правителствата на Унгария и Чехословакия да забавят ескалацията на конфликта. Правителствата се съгласяват да признаят предварително решението на Виенския арбитраж, който на 2 ноември 1938 г. присъжда на Чехословакия да прехвърли на Унгария 11 833 km² територия в югоизточна Словакия, населена с етнически унгарци и русини. Населението на тази територия е около един милион души. Около 67 хиляди унгарци остават в Словакия. В прехвърлената територия е вторият по големина град на Словакия, Кошице. Също Братислава, която някога е била столица на Кралство Унгария, е разглеждана от унгарците като потенциална част от тяхната територия.
Решението на Виенския арбитраж не удовлетворява нито едната страна и между 2 ноември 1938 и 12 януари 1939 г. на границата стават 22 сблъсъка, при които има убити и ранени.
Следобед на 14 март 1939 г. Словакия обявява независимост, след като Хитлер ясно заявява, че единствената алтернатива е унгарска окупация. На следващата нощ германски войски навлизат в Бохемия и Моравия, след което Чехословакия престава да съществува. На 15 март Унгария признава Словакия. Същия ден унгарските войски се опитват да окупират високо място на словашка територия близо до Ужгород, но не успяват.
В периода 14 – 17 март 1939 г. Унгария окупира и анексира територията на Закарпатска област в Украйна, която преди това е била част от Чехословакия. Този процес е съпроводен с кървави сблъсъци между унгарски и чехословашки войски, както и местни паравоенни формирования на Карпатската Сеч на самопровъзгласилата се Карпатска Украйна.
На 17 март Унгария обявява, че границата ѝ със Словакия не е международно призната и трябва да бъде преразгледана. Унгарската държава предлага значително преместване на границата от Ужгород до границата с Полша, така че тя да получи райони, населени предимно с унгарци и русини. Границата също трябва да бъде преместена от железопътната линия, свързваща Ужгород с Полша, като по този начин ще се увеличи сигурността ѝ.
Под директен натиск от Германия, словашките лидери се споразумяват на 18 март в Братислава да приемат решение за промяна на границата и да сформират двустранна комисия за уточняване на граничната линия. На 22 март комисията завършва работата си и на 23 март договорът е подписан от Йоахим фон Рибентроп в Берлин. Унгария обаче не изчаква словашкият парламент да ратифицира договора, считайки обещанията на Германия за достатъчна гаранция.
В нощта на 23 март (6 часа преди Рибентроп да подпише договора), унгарските войски преминават през река Уж на територията, която според договора трябва да отиде при Унгария.
Унгарските войски са оборудвани с бронирани части: 2-ра моторизирана бригада разполага с един взвод танкове Fiat-3000B и три роти танкетки L3, 1-ва кавалерийска бригада разполага с две роти танкетки L3, а 2-ра кавалерийска бригада разполага с още две роти танкетки L3..

## Ход на войната
На разсъмване на 23 март 1939 г. унгарските войски навлизат в Словакия от Карпатска Рутения. Настъплението се провежда в три посоки: Велики Березни – Улич – Старина, Мали Березни – Убля – Стакчин, Ужгород – Тибава – Собранце. Словашките войски не са подготвени и предупредени за това. След анексирането на Югоизточна Словакия към Унгария през есента на 1938 г. единствената железопътна линия, водеща до Източна Словакия, е отрязана от унгарска територия и престава да функционира и така словашките войски не могат бързо да получат подкрепления. Въпреки това те успяват да организират три огнища на съпротива срещу настъплението на унгарската армия – близо до Стакчин, Михаловце и в западната част на границата. Войските в Западна Словакия са приведени в бойна готовност, включително артилерийски части в Братислава, Тренчин и Банска Бистрица.
Унгарските войски напредват бързо в Източна Словакия, но на следващия ден словашките войски в Михаловце успяват да контраатакуват. Това позволява на командира на тези войски, запасния офицер Стефан Гасик, да бъде заменен от майор Кубизек от редовната армия, който е пристигнал от запад. Тридесет бронирани машини, изпратени от Прешов, пристигат в Михаловце рано сутринта на 24 март и атакуват унгарските позиции. Те успяват да принудят значително превъзхождащите унгарски сили да се оттеглят към основните си позиции при Нижна Рибница (близо до Собранце). В 11:00 ч. започва атаката срещу основните позиции на унгарската армия.
Атаката се проваля и в крайна сметка се превръща в отстъпление, а след това и в разгром, който е спрян едва близо до Михаловце. Бронирана техника прикрива отстъплението. Вечерта на 24 март в Михаловце пристигат като подкрепления 30 бронирани машини и 35 леки танка, а на 25 март успяват да изтласкат унгарските сили на изток. На 26 март, под натиск от Германия, е сключено примирие. Същия ден в Михаловце пристигат значителни подкрепления, но организирането на контраатака от страна на словашките войски няма смисъл, тъй като по това време унгарската армия значително ги превъзхожда числено. Едновременно с това се водят и бойни действия във въздуха.
След обявяването на независимост на Словакия, част от военнослужещите напускат подразделенията на чехословашките ВВС, разположени в Словакия, и бойната способност на словашките ВВС намалява. През март 1939 г. авиобазата в Спишка Нова Вес разполага с четири ескадрили с 40 самолета (20 изтребителя Avia B.534, 15 изтребителя Letov Š-328 и 5 Aero Ap-32), но двете изтребителни ескадрили с 20 изтребителя Avia B.534 имат само 9 пилоти и трима щабни офицери. На 17 март 1939 г. екипажът на един разузнавателен самолет Letov Š-328 отлита за Румъния, където самолетът е интерниран от румънските власти. Впоследствие, въпреки многократните искания на словашкото правителство, той не е върнат в Словакия, а е пребоядисан и предаден на румънските ВВС. На 22 март 1939 г., преди началото на военните действия, във авиобазата в Спишка Нова Вес пристигат подкрепления.
На 25 март 1939 г. унгарските военновъздушни сили бомбардират цели в Спишка Нова Вес (основната цел е словашката военновъздушна база, но бомби са хвърляни и по казарми и складове за дървен материал). В резултат на въздушния набег са унищожени 7 самолета на словашките военновъздушни сили (един бомбардировач Avia B-71, два изтребителя Avia B.534, един разузнавателен самолет Š-328 и три Aero Ap-32). Загубите е могло да бъдат по-сериозни, но някои от хвърлените бомби не са детонирали, удряйки почвата, която е мокра след дъждове. Унгарските военновъздушни сили не са понесли загуби, тъй като зенитната част, охраняваща летището, е била с недооценъчен екипаж и неподготвена да отблъсне нападението. Словашката авиация от своя страна бомбардира Рознява, Мукачево и Ужгород.
По време на боевете е свален един унгарски изтребител Fiat CR.32.. Общо по време на войната Словакия губи 11 изтребителя и бомбардировача, които са свалени или принудени да кацнат на унгарска територия.